# Clemence Saint-Preux
Clémence, teljes nevén Clémence Saint Preux, (Neuilly-sur-Seine, 1988. november 29. –) francia énekesnő. 

## Életrajza
Apja Saint-Preux zeneszerző, anyja pedig festő, író. Így Clémence már fiatal korától a művészvilágban nőtt fel. Így nem meglepő, hogy érdeklődni kezdett a zene iránt, és már fiatalon elkezdett énekelni, zongorázni és gitározni, s ezen felül tánc- és drámaórákra járt. 12 éves volt, mikor találkozott Johnny Hallydayjel. Elvarázsolta a lány hangja, s az On a tous besoin d'amour című dalt vele együtt énekelte fel. A dalnak Franciaországban nagy siere lett. 2001.- novemberében negyedik helyen állt a Top50-ben. Ennek ellenére 2005-ig kellett várnia, míg ismét a reflektorok középpontjába került.
Ekkor Jean-Baptiste Maunier-vel énekelt duót, aki szintén ekkor került be a köztudatba. Ők adták elő a Concerto pour deux voix című számot. A cím Saint Preux-nek az 1969-es Concerto pour une voix című szerzeményének a nevét változtatta meg, mivel a szavak hiánya miatt egy vokális műre emlékeztet. Az együttműködés tovább folytatódott, majd 2005 végén Clémence megjelentette első szóló albumát, a Sans défense-t amit a La vie comme elle vient követett 2006-ban.
2007. március 18-án negyedikként Clémence is elérte a Sellabanden az 50.000 $-os részt, s így megcsinálhatta itt is első lemezét. 
Az első, Mes Jours (Napjaim) című albumot rögtön ezt követően elkezdték előkészíteni, s az eredeti tervek szerint 2007. december 12-én került Franciaország boltjaiba. A lemez 14 zenéje közül háromnak ő a szövegírója.

## Diszkográfia

### Singles
- 2001 : On a tous besoin d'amour (Johnny Hallydayjel)
- 2002 : Un seul mot d'amour
- 2005 : Concerto pour deux voix (Jean-Baptiste Maunier-vel)
- 2005 : Sans défense
- 2006 : La vie comme elle vient
- 2007 : Où es-tu